# Phil Keaggy
Philip Tyler "Phil" Keaggy (Youngstown, 23 marzo 1951) è un cantante e chitarrista statunitense.

## Discografia parziale
- 1973 - What a Day
- 1976 - Love Broke Thru
- 1977 - Emerging
- 1978 - The Master and the Musician
- 1980 - Ph'lip Side
- 1981 - Town to Town
- 1982 - Play thru Me
- 1983 - Underground
- 1985 - Getting Closer!
- 1986 - Way Back Home (reissue 1994)
- 1987 - The Wind and the Wheat
- 1988 - Phil Keaggy and Sunday's Child
- 1990 - Find Me in These Fields
- 1991 - Beyond Nature
- 1993 - Crimson and Blue
- 1994 - Blue
- 1995 - True Believer
- 1996 - Acoustic Sketches
- 1996 - 220
- 1998 - Phil Keaggy
- 1999 - Premium Jams
- 2000 - Zion
- 2002 - Hymnsongs
- 2006 - Roundabout
- 2006 - Dream Again